# آیتور پرز
آیتور پرز (اسپانیایی: Aitor Pérez‎؛ زادهٔ ۲۴ ژوئیهٔ ۱۹۷۷) دوچرخه‌سوار اهل اسپانیا است. وی در مسابقات تور دو فرانس و جیرو دیتالیا شرکت کرده است.